# Куліш Михайло Анатолійович
Михайло Анатолійович Куліш (12 березня 1964) — радянський та український легкоатлет, фахівець зі штовхання ядра. Виступав у 1980-х та 1990-х роках, володар срібної медалі чемпіонату Європи серед юніорів, переможець турнірів міжнародного, всесоюзного та республіканського значення, учасник Всесвітньої Універсіади у Дуйсбурзі. Представляв Кременчук та Київ, спортивні товариства «Авангард» та Профспілки.

## Біографія
Михайло Куліш народився 12 березня 1964 року. Займався легкою атлетикою у місті Кременчук Полтавської області та Києві, виступав за Українську РСР, добровільне спортивне товариство «Авангард» та Всесоюзне фізкультурно-спортивне товариство профспілок.
Першого серйозного успіху на міжнародному рівні домігся у сезоні 1983 року, коли увійшов до складу радянської збірної та виступив на юніорській європейській першості у Швехаті, де в заліку штовхання ядра завоював срібну нагороду, поступившись лише своєму співвітчизнику Олегу Золотухіну.
1985 року в тій же дисципліні став срібним призером на змаганнях у Донецьку.
У 1986 році виграв бронзові медалі на всесоюзному турнірі в Краснодарі та на IX літній Спартакіаді народів СРСР у Ташкенті.
1987 року взяв бронзу на всесоюзних змаганнях у Челябінську.
У 1988 році був найкращим на турнірах у Харкові та Києві (у Харкові встановив свій особистий рекорд на відкритому стадіоні — 20,89 метра), посів сьоме місце на чемпіонаті СРСР у Таллінні.
1989 року з особистим рекордом у приміщенні 19,69 здобув перемогу на міжнародному турнірі в Софії, став другим на міжнародному турнірі в Гельсінкі. Бувши студентом представляв Радянський Союз на Всесвітній Універсіаді в Дуйсбургу — штовхнув ядро на 18,23 метра, розташувавшись у підсумковому протоколі на дев'ятому рядку.
У 1990 році перевершив усіх суперників на всесоюзних змаганнях у Сочі, на Меморіалі братів Знаменських у Москві та на міжнародному турнірі у Братиславі, тоді як на чемпіонаті СРСР у Києві став бронзовим призером.
1991 року виграв срібну медаль на змаганнях у Києві.
У 2000 році відзначився виступом на чемпіонаті України в Києві, де показав у штовханні ядра четвертий результат.